# Edward Hastings (Ritter)
Sir Edward Hastings (* 21. Mai 1382 in Fenwick, Yorkshire; † 6. Januar 1438) war ein englischer Ritter.

## Herkunft und Jugend
Edward Hastings war ein Sohn von Sir Hugh Hastings († 1386/87) und von dessen Frau Anne le Despenser, einer Tochter von Edward le Despenser, 1. Baron le Despenser. Sein Vater war ein Ritter aus Elsing in Norfolk und ein Enkel von Sir Hugh Hastings. In den 1370er und 1380er Jahren nahm sein Vater während des Hundertjährigen Kriegs an zahlreichen Feldzügen teil. Als Gefolgsmann von John of Gaunt starb er während dessen Feldzugs in Galicien. Als 1389 der junge John Hastings, 3. Earl of Pembroke bei einem Turnier tödlich verwundet wurde und kinderlos starb, erhob Edwards älterer Bruder Hugh Hastings als dessen Cousin zweiten Grades und direkter Nachfahre von John Hastings, 1. Baron Hastings Anspruch das umfangreiche Erbe. Daneben hatten jedoch auch noch andere Nachfahren des ersten Baron Hastings Erbansprüche, darunter Reginald Grey, 3. Baron Grey de Ruthin. Der minderjährige Hugh konnte jedoch seine Ansprüche nicht angemessen vertreten, so dass schließlich Grey, der im Gegensatz zu Hugh Hastings ein direkter Nachfahre aus der ersten Ehe von John Hastings war, den Großteil des Hastings-Erbes zugesprochen bekam. Als Hugh 1396 in Calais starb, übernahm Edward die Ansprüche seines Bruders.

## Streit um das Hastings-Erbe
Kurz nachdem König Heinrich IV. 1399 die Herrschaft übernommen hatte, wurde Edward Hastings zum Ritter geschlagen. Da er weiterhin noch minderjährig war und seine Besitzungen unter der Verwaltung eines Vormundes standen, erhielt er vom König eine Pension von jährlich £ 40 zugesprochen. Er nahm 1400 an dem Feldzug des Königs nach Schottland teil, an dem auch Reginald Grey teilnahm. Wie Hastings trug dieser nun das Wappen der Hastings und bestritt sogar das Recht von Edward Hastings, das Wappen zu tragen. Grey strengte über das Recht, das Wappen zu tragen, 1401 einen Prozess gegen Hastings an, der immer noch als minderjährig galt. Dieses Verfahren wurde jedoch erst von John of Lancaster im Mai 1407 eröffnet. Nach einem aufsehenerregenden Prozess wurde der Streit am 9. Mai 1410 zugunsten von Grey entschieden. Grey wurde zur Übernahme der Gerichtskosten verurteilt, legte aber gegen das Urteil Berufung ein. 
Bei der Krönung von Heinrich V. 1413 beanspruchte Hastings erfolglos das Recht seines Ururgroßvaters, die königlichen Sporen sowie eines der Staatsschwerter zu tragen. Aus ungeklärter Ursache wurde er 1413 noch im Tower of London inhaftiert, jedoch im April 1414 freigelassen. Zwar waren noch 1413 und 1414 Ausschüsse einberufen worden, um über seine Berufung zu entscheiden, doch vermutlich wegen des neuerlichen Krieges in Frankreich traten diese nicht zusammen. Von 1415 bis 1416 nahm Hastings an den Feldzügen in Frankreich teil, dabei diente er im Gefolge des Earl of Dorset in Harfleur. Am 11. Februar 1417 erhielt er den Befehl, die noch offenen Prozesskosten des ersten Verfahrens in Höhe von über £ 987 zu zahlen. Aus Furcht, dass eine Zahlung als seine Anerkennung der Rechte von Grey bedeuten würde, weigerte er sich zu zahlen. Daraufhin wurde er im Marshalsea-Gefängnis in Schuldhaft genommen. Obwohl er zeitweise in Eisen gelegt wurde, weigerte er sich standhaft, die Schuld zu übernehmen. 1420 bot er an, dass er akzeptieren würde, wenn sein Sohn John eine Tochter von Grey heiraten und zum Hastings-Erben werden würde, doch dieses Angebot wurde abgelehnt. Im Januar 1434 bat er seine Standesgenossen um Freilassung, und vermutlich kurz danach wurde er freigelassen. Er musste dennoch bis zum 20. Oktober 1436 die Schuld von £ 1000 an Reginald Grey und an John Holland zahlen. 

## Familie und Nachkommen
Hastings war zweimal verheiratet. In erster Ehe heiratete er Muriel († vor 1420), eine Tochter von Sir John Dinham. Mit ihr hatte er mehrere Kinder, darunter:
- John Hastings (1410–1477)

In zweiter Ehe heiratete er Margery Clifton († 1456), eine Tochter von Sir Robert Clifton aus Bokenham. Seine Witwe heiratete nach seinem Tod Sir John Wyndham. Sein Sohn John wurde sein Erbe, dieser beanspruchte weder das Hastings-Wappen noch Teile des Erbes. 1841 beanspruchte sein Nachfahre Sir Jacob Astley erfolgreich den Titel Baron Hastings.